# 林務
林 務（はやし つとむ、1936年12月30日 - ）は、日本の水泳指導者。

## 人物
1936年、東京生まれ。1959年、明治大学商学部卒業。明治大学水泳部の監督を務めた他、アトランタオリンピック競泳競技監督、 ドーハ・アジア大会日本選手団団長、2004年アテネオリンピック日本選手団副団長などを務めた。また、日本オリンピック委員会副会長、日本水泳連盟副会長などに就任した。